# Ferdinand Brožek
Ferdinand Brožek fue un deportista checoslovaco que compitió en remo. Ganó dos medallas de bronce en el Campeonato Europeo de Remo, en los años 1923 y 1924.

## Palmarés internacional
| Campeonato Europeo | Campeonato Europeo | Campeonato Europeo | Campeonato Europeo |
| Año                | Lugar              | Medalla            | Prueba             |
| ------------------ | ------------------ | ------------------ | ------------------ |
| 1923               | Como (Italia)      | Medalla de bronce  | Ocho con timonel   |
| 1924               | Lucerna (Suiza)    | Medalla de bronce  | Ocho con timonel   |